# Nazionale maschile di calcio della Cambogia
La nazionale di calcio della Cambogia (in cambogiano ក្រុមបាល់ទាត់ជម្រើសជាតិកម្ពុជា) è la rappresentativa calcistica della Cambogia, posta sotto l'egida della Football Federation of Cambodia ed affiliata all'Asian Football Confederation (AFC).
La nazionale fu costituita nel 1933 ed entrò a far parte della FIFA nel 1953. Dal 1970 al 1975 era nota come nazionale di calcio della Repubblica di Khmer. In questo periodo riuscì ad arrivare quarta nell'edizione del 1972 della Coppa d'Asia. Tra i nazionali cambogiani di rilievo vi è Hok Sochetra, considerato negli anni '90 uno dei migliori attaccanti del Sud-est asiatico insieme al thailandese Kiatisuk Senamuang.
Nella classifica mondiale della FIFA, istituita nell'agosto 1993, la Cambogia ha ottenuto quale miglior piazzamento il 153º posto nel marzo 2011, mentre il peggiore è il 198º posto del agosto 2014. Occupa attualmente il 180º posto.

## Storia

### Anni '70
Nell'epoca in cui il paese si chiamava Repubblica di Khmer, la nazionale fu una delle migliori dell'Asia. Qualificatasi per le semifinali della Coppa d'Asia 1972, fu sconfitta ed eliminata dall'Iran e dalla Thailandia nella finale per il terzo posto, ottenendo la quarta piazza.

### 1990-2010
Dopo decenni segnati dalla guerra, dal genocidio dei Khmer rossi e dall'invasione vietnamita che rovesciò il regime dei Khmer rossi, il calcio in Cambogia tornò a essere praticato solo nel 1993. Il primo torneo ufficiale disputato dalla nuova nazionale fu la Tiger Cup 1996, in cui fu sconfitta da Vietnam, Birmania, Indonesia e Laos.
Negli anni a venire i risultati della squadra non migliorarono, ma il calcio cambogiano produsse un talento di rilievo, Hok Sochetra.

### 2010-oggi
Con l'arrivo del commissario tecnico sudcoreano Lee Tae-hoon, che innovò le tattiche di gioco e promosse l'affermazione di giovani cambogiani introducendoli nella rosa della nazionale, la Cambogia fece registrare qualche progresso, esprimendo calciatori quali Chan Vathanaka, primo cambogiano a giocare all'estero a livello professionistico.
Il 13 giugno 2017, nelle qualificazioni alla Coppa d'Asia 2019, ha battuto in casa per 1-0 l'Afghanistan, all'epoca 159° nel ranking FIFA, mentre la Cambogia era al 174º posto.
Nell'agosto 2018 il calciatore giapponese Keisuke Honda è stato nominato CT e direttore generale della nazionale cambogiana. Nelle Qualificazione al mondiale di calcio 2022 ottiene un solo punto, contro Hong Kong, e perde le due partite contro l'Iran, per 14-0 e 10-0.

## Risultati in Coppa del Mondo
- Dal 1930 al 1994 - Non partecipante
- Dal 1998 al 2002 - Non qualificata
- 2006 - Non partecipante
- Dal 2010 al 2026 - Non qualificata

## Risultati in Coppa d'Asia
- 1956 - Non qualificata
- Dal 1960 al 1964 - Non partecipante
- 1968 - Non qualificata
- 1972 - 4º posto
- Dal 1976 al 1996 - Non partecipante
- 2000 - Non qualificata
- Dal 2004 al 2015 - Non partecipante
- Dal 2019 al 2023 - Non qualificata

## Risultati in Tiger Cup
- 1996 - Eliminata al 1º turno
- 1998 - Non qualificata
- Dal 2000 al 2004 - Eliminata al 1º turno

## Risultati in AFC Challenge Cup
- 2006 - Eliminata al 1º turno

## Commissari tecnici
| Nome                        | Periodo                        | G  | V  | N | P  | % vittorie |
| --------------------------- | ------------------------------ | -- | -- | - | -- | ---------- |
| Vladimír Mirka              | 1965-1967                      |    |    |   |    |            |
| Joachim Fickert             | giugno 1996 - gennaio 2003     |    |    |   |    |            |
| Som Saran                   | 2003 - giugno 2005             | 4  | 0  | 0 | 4  | 0%         |
| Scott O'Donnell             | luglio 2005 - dicembre 2007    | 15 | 2  | 3 | 10 | 13.33%     |
| Yoo Kee-heung               | dicembre 2007 - 2008           | 2  | 1  | 0 | 1  | 50%        |
| Prak Sovannara              | luglio 2008 - maggio 2009      | 12 | 3  | 1 | 8  | 27%        |
| Scott O'Donnell             | giugno 2009 - agosto 2010      | 0  | 0  | 0 | 0  | 0%         |
| Lee Tae-Hoon                | agosto 2010 - maggio 2012      | 10 | 3  | 2 | 5  | 40%        |
| Hok Sochetra                | luglio 2012 - ottobre 2012     | 5  | 0  | 1 | 4  | 0%         |
| Prak Sovannara              | dicembre 2012 - settembre 2013 | 2  | 0  | 0 | 2  | 0%         |
| Kazunori Ohara (ad interim) | aprile 2015                    | 4  | 1  | 1 | 2  | 25%        |
| Lee Tae-Hoon                | settembre 2013 - marzo 2017    | 35 | 13 | 2 | 20 | 37%        |
| Leonardo Vitorino           | marzo 2017 - ottobre 2017      | 7  | 1  | 0 | 6  | 14%        |
| Prak Sovannara (ad interim) | ottobre 2017 - agosto 2018     | 4  | 1  | 0 | 3  | 25%        |
| Keisuke Honda               | agosto 2018 - gennaio 2023     | 33 | 9  | 3 | 21 | 27.27%     |
| Ryu Hirose                  | gennaio 2023 - oggi            | 0  | 0  | 0 | 0  | 0%         |

## Rosa attuale
Lista dei 23 giocatori convocati per la partita di Qualificazioni al campionato mondiale di calcio 2022 contro Hong Kong.
| 1  | P | Sou Yaty         | 17 dicembre 1991 | 37 | 0  | Nagaworld                              |  |  |
| 22 | P | Keo Soksela      | 1º agosto 1997   | 10 | 0  | Visakha                                |  |  |
| 21 | P | Hul Kimhuy       | 7 aprile 2000    | 1  | 0  | Boeung Ket Angkor                      |  |  |
|    |   |                  |                  |    |    |                                        |  |  |
| 5  | D | Soeuy Visal      | 19 agosto 1995   | 57 | 3  | Preah Khan Reach Svay Rieng (Capitano) |  |  |
| 19 | D | Cheng Meng       | 27 febbraio 1998 | 19 | 0  | Visakha                                |  |  |
| 3  | D | Sath Rosib       | 7 luglio 1997    | 16 | 1  | Boeung Ket Angkor                      |  |  |
| 4  | D | Sareth Krya      | 3 marzo 1996     | 15 | 0  | Preah Khan Reach Svay Rieng            |  |  |
| 2  | D | Ken Chansopheak  | 15 giugno 1998   | 5  | 0  | Visakha                                |  |  |
| 15 | D | Yue Safy         | 8 novembre 2000  | 3  | 0  | Phnom Penh Crown                       |  |  |
| 13 | D | Ly Vahed         | 26 dicembre 1998 | 1  | 0  | Boeung Ket Angkor                      |  |  |
| 6  | D | Tes Sambath      | 20 ottobre 2000  | 0  | 0  | Boeung Ket Angkor                      |  |  |
|    |   |                  |                  |    |    |                                        |  |  |
| 10 | C | Kouch Sokumpheak | 15 febbraio 1987 | 60 | 6  | Nagaworld                              |  |  |
| 12 | C | Sos Suhana       | 4 aprile 1992    | 56 | 2  | Nagaworld                              |  |  |
| 23 | C | Thierry Bin      | 1º giugno 1991   | 36 | 3  | Perak                                  |  |  |
| 8  | C | Orn Chanpolin    | 15 marzo 1998    | 15 | 0  | Phnom Penh Crown                       |  |  |
| 16 | C | Kouch Dani       | 11 ottobre 1990  | 8  | 0  | Nagaworld                              |  |  |
| 11 | C | Sin Kakada       | 29 luglio 2000   | 5  | 0  | Visakha                                |  |  |
| 20 | C | Yeu Muslim       | 25 dicembre 1998 | 4  | 0  | Phnom Penh Crown                       |  |  |
|    |   |                  |                  |    |    |                                        |  |  |
| 7  | A | Prak Mony Udom   | 24 agosto 1994   | 56 | 10 | Preah Khan Reach Svay Rieng            |  |  |
| 14 | A | Keo Sokpheng     | 3 marzo 1992     | 47 | 11 | Visakha                                |  |  |
| 9  | A | Reung Bunheing   | 25 dicembre 1992 | 10 | 2  | Visakha                                |  |  |
| 17 | A | Sieng Chanthea   | 9 settembre 2002 | 8  | 1  | Boeung Ket                             |  |  |
| 18 | A | Kan Pisal        | 1º gennaio 2002  | 0  | 0  | National Defense Ministry              |  |  |

## Tutte le rose

### Coppa d'Asia

#### Coppa d'Asia 1972
1 Eang, 2 Fala, 3 Hean, 4 Kimchyiu, 5 Miladord, 6 Ron, 7 Sac, 8 Salim, 9 Sarakhan, 10 Sarim, 11 Sean, 12 Sokhom, 13 Sokol